# Калыша (Ичалковский район)
Калыша — посёлок в Ичалковском районе Республики Мордовия России. Входит в состав Смольненского сельского поселения.

## История
Основан в 1914 году переселенцами из села Лобаскино.

## Население
| 2002 | 2010 |
| ---- | ---- |
| 118  | ↘105 |

Национальный состав
Согласно результатам переписи 2002 года, в национальной структуре населения русские составляли 41 %, мордва-эрзя − 47 %